# Киелитас
Киелитас (каз. Киелітас, до 2000 г. — Кызыл Октябрь) — село в Толебийском районе Туркестанской области Казахстана. Входит в состав Киелитасского сельского округа. Код КАТО — 515848300.

## Население
В 1999 году население села составляло 1703 человека (873 мужчины и 830 женщин). По данным переписи 2009 года, в селе проживало 2006 человек (1050 мужчин и 956 женщин).

## История
Образовано в 2000 г. путём объединения сел Кызыл Октябрь и Нестеровка.